# Дзюрув (Сандомирський повіт)
Дзюрув (пол. Dziurów) — село в Польщі, у гміні Завихост Сандомирського повіту Свентокшиського воєводства.
Населення — 147 осіб (2011).
У 1975-1998 роках село належало до Тарнобжезького воєводства.

## Демографія
Демографічна структура на день 31 березня 2011 року:
|          | Загалом | Допрацездатний вік | Працездатний вік | Постпрацездатний вік |
| -------- | ------- | ------------------ | ---------------- | -------------------- |
| Чоловіки | 76      | 22                 | 48               | 6                    |
| Жінки    | 71      | 14                 | 39               | 18                   |
| Разом    | 147     | 36                 | 87               | 24                   |